# Джазовый вокал
Джазовый вокал или джазовое пение — инструментальный подход к джазу, который использует голос вместо инструментов. Подобно A каппеле, джазовый вокал использует вокальные аранжировки для того, чтобы создать звуки, формирующие музыку, нежели полагается на традиционные музыкальные инструменты.
Джазовый вокал появился в раннем XX веке и его корни уходят в блюз. Популярные блюзовые певцы такие как Бесси Смит и Ма Рейни оказали большое влияние на джазовых вокалистов, например, таких как Билли Холидей.
Другие характеристики джазового вокала, такие как скэт, вышли из джазовых традиций Нового Орлеана. Запись 1926 года композиции «Heebie Jeebies» Луи Армстронга часто называется первой современной песней, которая использовала скэт.Позднее скэт развился в сложные вокальные импровизации эпохи бибопа, которые были использованы Анитой О’Дэй, Воан Сарой, Бетти Картер и Диззи Гиллеспи. Сёстры Босвелл были джазовым вокальным трио происходищим из Нового Орлеана, которое помогло популяризовать джазовую вокальную музыку среди обычной американской публики в течение 1930-x годов.. Вокалист американской ню-метал группы Korn также использовал скэт в песнях группы.
Репертуар джазовых вокальных исполнителей типично включает музыку из «Великого Американского Песенника», но как бы там ни было, на настоящий момент современная популярная музыка часто аранжирована для джазовых вокальных ансамблей в дополнение к оригинальной музыке. Такие аранжировки или первичная музыка типично используют гармонический язык джаза, импровизацию, и ритмы наследуемые из синкретизированной музыки Западной Африки, Африкано-Американской музыки, и традиций классической европейской музыки. Это включает свинговую музыку, а также латиноамериканский джаз, джаз-фьюжн, и ритм-энд-блюз.

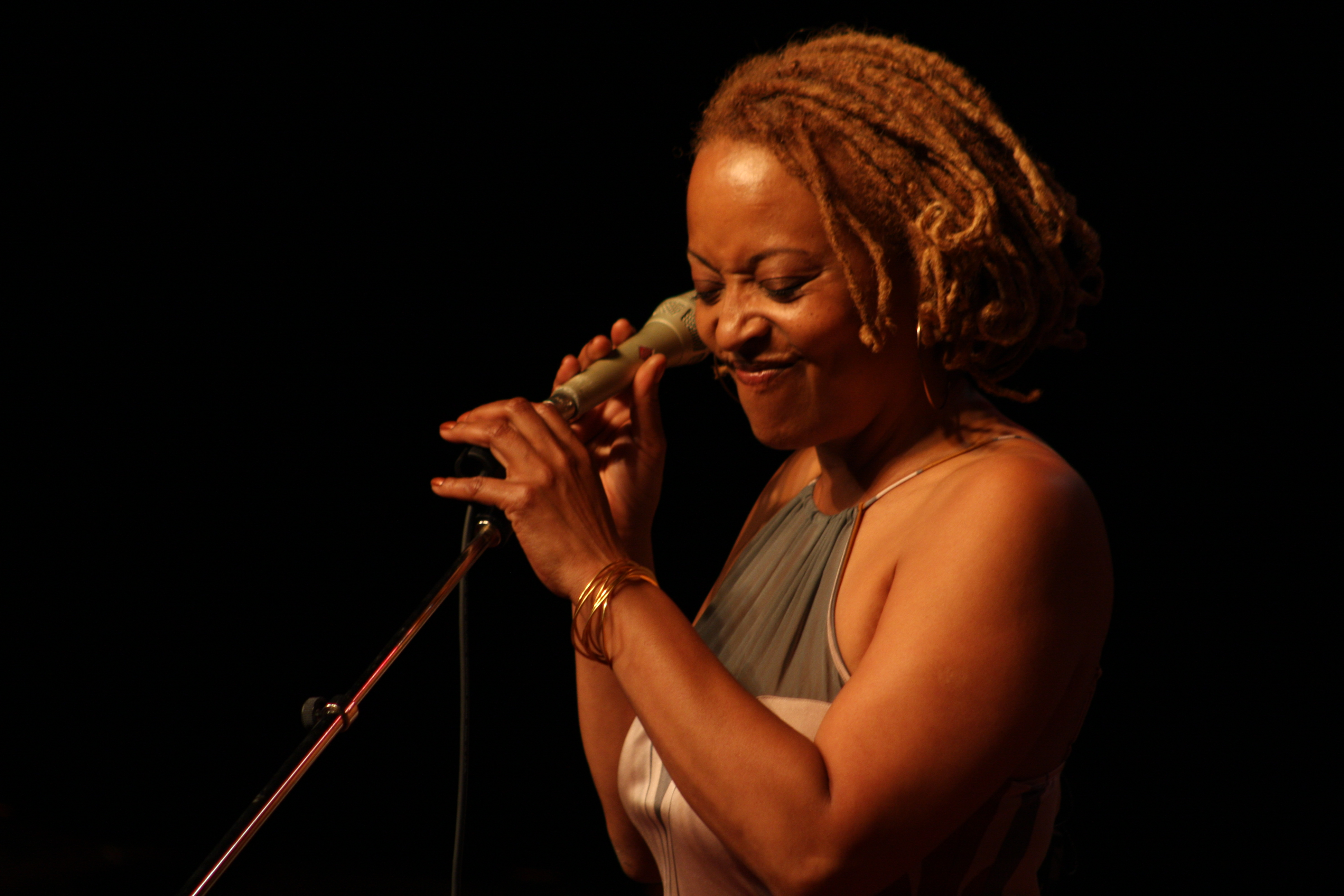
Фотография джазовой певицы Кассандры Уилсон

Технические характеристики джазового вокала включают дикцию, основанную на народных нежели официальных речевых паттернах. Легато и вибрато также не постоянны в артикуляции джазового вокала.Джазовый вокал часто использует микрофонное усиление, а певцам аккомпанирует ритм-группа (пианино, басс, ударные и гитара) и иногда вокальная перкуссия.

## История
В начале 20 века джаз начал развиваться как музыкальное движение. Джазовое пение, или джазовый вокал, был последним из четырёх исконно американских музыкальных концепций, который начал развиваться, вместе с инструментальным джазом, блюзом и написанием песен для коммерческой индустрии Tin Pan Alley.
Хотя джазовый вокал зародился в начале двадцатого века, только в XXI веке джазовые фанаты начали принимать более широкое определение джазового вокала.